# Evropská banka pro obnovu a rozvoj
Evropská banka pro obnovu a rozvoj (anglicky: European Bank for Reconstruction and Development - EBRD) byla založena v roce 1991 a sídlí v Londýně. Pomáhá zemím střední, východní a jihovýchodní Evropy, blízkého Východu, severní Afriky, Kavkazu a střední Asie při budování tržního hospodářství a demokratického prostředí. Cílem finanční pomoci je celkem 38 zemí (včetně Palestiny). Akcionáři banky je 66 zemí, Evropské společenství a Evropská investiční banka. Největším akcionářem jsou Spojené státy (desetiprocentní podíl), následují Velká Británie, Japonsko, Itálie, Německo a Francie, každá země s podílem přibližně 8,5 %. Těchto šest zemí tedy představuje nadpoloviční podíl akcií. Česká republika má podíl 0,85 %. 
Investice, které banka poskytuje obvykle společně s dalšími soukromými investory, jdou ze zhruba 70 % do soukromého sektoru a 30 % jde do sektoru veřejného. Půjčky a investice jdou na rozvoj soukromého podnikání, privatizaci či restrukturalizaci státních firem či na podporu komunálních služeb.

## Historie
Banka byla založena v roce 1991 podepsáním zakládající listiny. Tehdy bylo navrženo, aby se obří dluh Sovětského svazu vyměnil za jaderné odzbrojení pomocí této banky. Československo bylo jednou ze zakládajících zemí. Banka se poprvé stala známější v roce 1993, když se objevily zprávy, že na vybavení sídla v Londýně banka utratila dvakrát více, než rozdělila na půjčkách do zemí střední a východní Evropy. Zvláště diskutovaná pak byla výměna běžného mramoru, kterým jsou obloženy stěny interiéru banky, za mnohem dražší kararský mramor. Tato výměna stála více než milion dolarů.
Od září 2010 do roku 2012 byl viceprezidentem banky bývalý český premiér Jan Fischer.

### Prezidenti banky
- duben 1991 – červen 1993: Jacques Attali
- září 1993 – leden 1998: Jacques de Larosière
- září 1998 – duben 2000: Horst Kohler
- červenec 2000 – červen 2008: Jean Lemierre
- červenec 2008 – červen 2012: Thomas Mirow
- červenec 2012 – červenec 2020: Suma Chakrabarti
- od 2020 Odile Renaud-Basso

## Organizace
Nejvyšším orgánem banky je Rada guvernérů, v níž má každá členská země jednoho guvernéra, obvykle je to ministr financí. Rada guvernérů se schází jednou ročně. Většinu svých pravomocí deleguje na Radu ředitelů, která je odpovědná za schvalování půjček a investic a také vnitřní politiky banky. Rada guvernérů také volí prezidenta EBRD, který je jejím statutárním zástupcem a pod dohledem Rady ředitelů ji řídí.